# Société post-industrielle
 (mai 2025).
Si vous disposez d'ouvrages ou d'articles de référence ou si vous connaissez des sites web de qualité traitant du thème abordé ici, merci de compléter l'article en donnant les références utiles à sa vérifiabilité et en les liant à la section « Notes et références ».
 (mai 2025).
Le post-industrialisme est un courant intellectuel apparenté à la sociologie occidentale, apparu au début des années 1970.
Ses chefs de file sont l'Américain Daniel Bell en 1966 et 1973 et le Français Alain Touraine, en 1969. Une polémique est apparue plus tard entre les deux auteurs portant sur la paternité du concept de société post-industrielle. Il apparait en fait que Bell a formulé le concept dès 1959, soit dix ans avant Touraine, lors d'un séminaire qui se tenait à Salzbourg (Autriche), au sein de la Commission de l'an 2000 qu'il présidait. Bien qu'en désaccord sur de nombreux points, les deux hommes ont néanmoins forgé un concept ayant influencé un certain nombre de leurs contemporains (David Riesman, Paul Goodman, Radovan Richta, Jacques Ellul...), même si ceux-ci n'ont pas toujours repris l'expression, voire en ont contesté la pertinence.

## Origine de l'expression
Plusieurs auteurs, dont le sociologue français Armand Mattelart dans son Histoire de la société de l'information, mentionnent Ananda Coomaraswamy comme l'introducteur, dès 1913, du terme « post-industriel »,,. De fait, le vocable apparait en 1914 dans le titre d'un recueil co-publié à Londres par Coomaraswamy et Arthur Penty, Essays in Post-Industrialism: A Symposium of Prophecy concerning the Future of Society ; en 1922, Penty reprend le sujet dans un ouvrage intitulé Post-Industrialism, où il crédite explicitement Coomaraswamy (p. 14) de l'invention du mot. Chez le penseur ceylanais, ce néologisme exprime l'espoir d'une société décentralisée, renouant avec la diversité culturelle, par opposition à la centralisation et à l'uniformisation imputées à la civilisation industrielle.

## Problème de définition
Comme tous les néologismes bâtis sur la préposition "post" ("post-colonialisme", "post-modernité"...), la formule "société post-industrielle" suggère un changement de paradigme dans une société donnée par rapport à celui qui prévalait auparavant. En l'occurrence, celui-ci s'oppose au concept d'industrialisation, qui servait de référence aux pays industrialisés depuis le moment de l'histoire (XVIIIe et XIXe siècles) aujourd'hui unanimement consacré par la formule "Révolution industrielle".
Bell et Touraine s'accordent à considérer que la société post-industrielle se caractérise par la subordination des éléments matériels (matières premières et machines) à des éléments immatériels (connaissance et information) dans l’organisation sociétale. Le modèle "post-industriel" dépasse le paradigme de la société industrielle non pas tant en le prolongeant et en l'accentuant mais en le renversant de façon radicale. En théorie des systèmes, on peut parler d'émergence d'un système socio-économique beaucoup plus complexe dans son organisation (fonctionnant en réseaux, sur le mode "horizontal", et non plus sur le schéma pyramidal classique) et donc doté de propriétés nouvelles.
Daniel Bell associe la société postindustrielle à la montée en puissance d’éléments immatériels (connaissance et information) : il estime qu'une « technologie de l’intellect » est appelée à succéder à la « technologie de la machine » et il en voit la preuve empirique dans l’augmentation exponentielle du secteur des services. Il divise ainsi selon une ligne du temps les paradigmes sociétaux en fonction du secteur d’activités dominant :
| Bornes chronologiques | Secteur dominant | Type de société   |
| --------------------- | ---------------- | ----------------- |
| Avant 1850            | primaire         | pré-industrielle  |
| 1870 - 1960           | secondaire       | industrielle      |
| À partir de 1965      | tertiaire        | post-industrielle |

## Bell versus Touraine
Malgré ces indications factuelles, le concept de société post-industrielle est assez flou et ouvert à de nombreuses interprétations voire à sa réfutation. Au point que Bell et Touraine en ont eux-mêmes des approches sensiblement différentes.
Selon l'Américain, le principe moteur (the axial principle) de la nouvelle société est la primauté des connaissances théoriques sur les recherches empiriques : elles constituent le support principal des décisions politiques, l'innovation jouant pour Bell - de ses propres dire - le rôle que jouait la rationalisation pour Max Weber.
Il estime que la société post-industrielle permettra à l’homme de satisfaire toutes les nécessités matérielles et de se consacrer pleinement aux développements des connaissances. Sa vision, assurée voire enthousiaste, est typique du prospectiviste. Décrivant un monde où le revenu par tête s'élèverait continuellement et où un plancher minimum de revenus contribuerait à faire disparaître la pauvreté, Bell ne remet pas en question les bases du libéralisme économique, ce qui ne l'empêche pas de théoriser sur "la fin de l'idéologie".

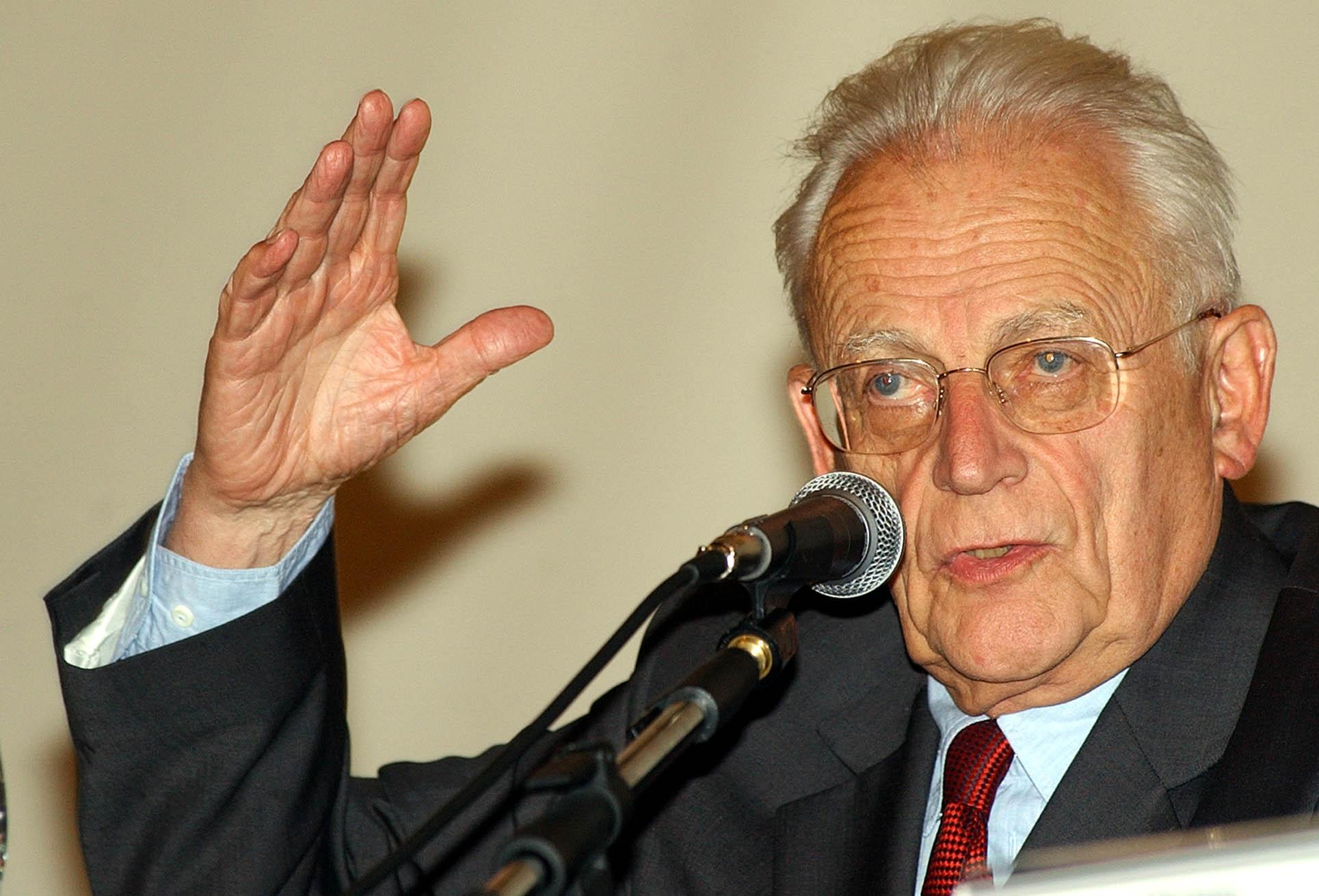
Alain Touraine

En regard de celle de Bell, la vision de Touraine est nuancée et inquiète. Le Français perçoit en effet la société post-industrielle comme une menace, pour au moins trois raisons.
- Elle bouleverse tout d'abord l'équilibre ville-campagne : le corollaire de la tertiarisation de l'économie est l'accentuation de l'urbanisation, déjà grandement entamé avec l'industrialisation et source d'un grand nombre de nuisances.
- Touraine considère que la démocratie est également menacée dans la mesure où les facteurs désormais essentiels, la connaissance et l’information, deviennent l’apanage d’une nouvelle élite, une minorité de spécialistes (experts) exerçant ensemble une influence décisive sur la classe politique, formée par trois catégories de personnels : les scientifiques (réunis dans des centres de recherches privés et publics), les techniciens (ingénieurs, statisticiens...) qui appliquent les découvertes et les administrateurs (publics et privés). Le problème n'est pas tant que cette influence est source de contrôle social que le fait qu'elle s'impose d'elle-même, sans avoir jamais fait l'objet d'un débat démocratique. L'analyse de Touraine rejoint ici la critique de la technocratie développée par l'économiste américano-canadien John Kenneth Galbraith mais aussi celle de Jacques Ellul, qui, en 1965, dans L'illusion politique, estime que la technique tend à se développer de façon autonome, ce qui, à terme, vide l'activité politique de sa substance : la capacité de "gouverner", prendre des décisions pour la collectivité.
- Troisième sujet d'inquiétude : l'altération du sens de l'éthique. Aux jugements intuitifs, les nouvelles élites privilégient les analyses formalisées par la stochastique (optimisation quadratique, chaînes de Markov...) et les statistiques. Elles contribuent ainsi à développer une vision du monde étroitement quantitative et gestionnaire face à laquelle, par compensation, de manière irréfléchie voire compulsive, les individus adoptent des comportements axés sur la jouissance. La quête du confort matériel prend ainsi l'ascendant sur les valeurs de partage.

## Critique du concept
L'expression « société post-industrielle » est critiquée dès 1976 par trois universitaires québécois, Daniel Latouche, Pierre-André Julien et Pierre Lamonde, qui jugent le concept « vague » et « dangereux » dans la revue Futuribles. Ils considèrent que, bien que Daniel Bell ait postulé « la fin des idéologies » en 1960 dans un livre devenu célèbre, lui-même ainsi que d'autres (Zbigniew Brzeziński, Hermann Kahn, Frederick Emery, Eric Trist...) utilisent cette expression à des fins promotionnelles : pour vanter un type de société utopique, axé sur la consommation de masse et calqué sur le modèle de l'American way of life. « Pour ces auteurs, la société post-industrielle est une société d'abondance pour tous, basée avant tout sur la production des services, sur une science et une technologie capables de répondre efficacement à tous les problèmes de l'heure, sur un État-providence encore plus important qu'aujourd'hui, et surtout sur des hommes « nouveaux » et heureux, pleinement participants à ce nouveau dynamisme »[réf. nécessaire].

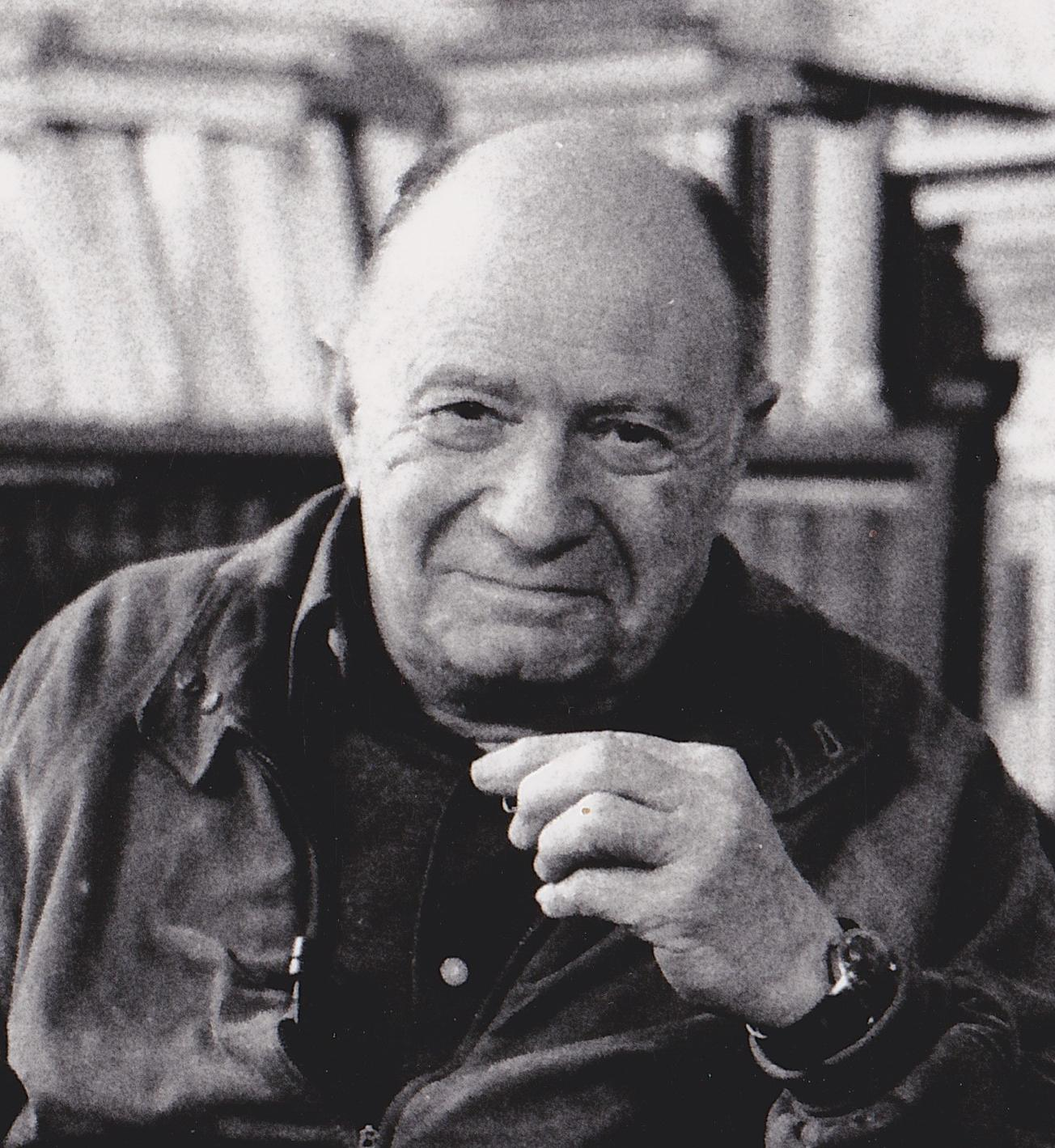
Jacques Ellul

L'année suivante, Jacques Ellul émet lui aussi un jugement sévère : "il me parait bien remarquable qu'à l'époque où l'on développe l'usage des mathématiques dans les sciences humaines, on puisse employer des vocables aussi imprécis et insignifiants. (...) "Post-industriel", cela veut dire que l'on a dépassé le stade industriel. Soit, mais après ? En quoi cela donne-t-il le moindre caractère, la moindre idée de ce qu'est notre société ? A quelqu'un qui n'en saurait rien, on peut définir assez exactement ce qu'est la machine, l'industrie, donc la société industrielle. Mais comment donner un contenu à un post ?". « On ne caractérise pas une société par ce qu'elle n'est plus mais par ses ressorts fondamentaux ». Ce « ressort fondamental », pour Ellul, c'est la technique. C'est pourquoi, dit-il, il est préférable de parler de « société technicienne ». C'est du reste le titre qu'il voulait donner à son premier livre sur ce sujet, en 1954. Son éditeur a préféré « La technique ou l'enjeu du siècle » mais quand, dix ans plus tard, l'ouvrage a été traduit aux États-Unis, c'est sous le titre "The technological society". L'idée générale du livre est que le travail humain n'est plus aujourd'hui créateur de richesses, c'est désormais la technique qui l'est à sa place : « Il est vain de déblatérer contre le capitalisme : ce n'est pas lui qui crée ce monde, c'est la machine ».

## Concepts voisins

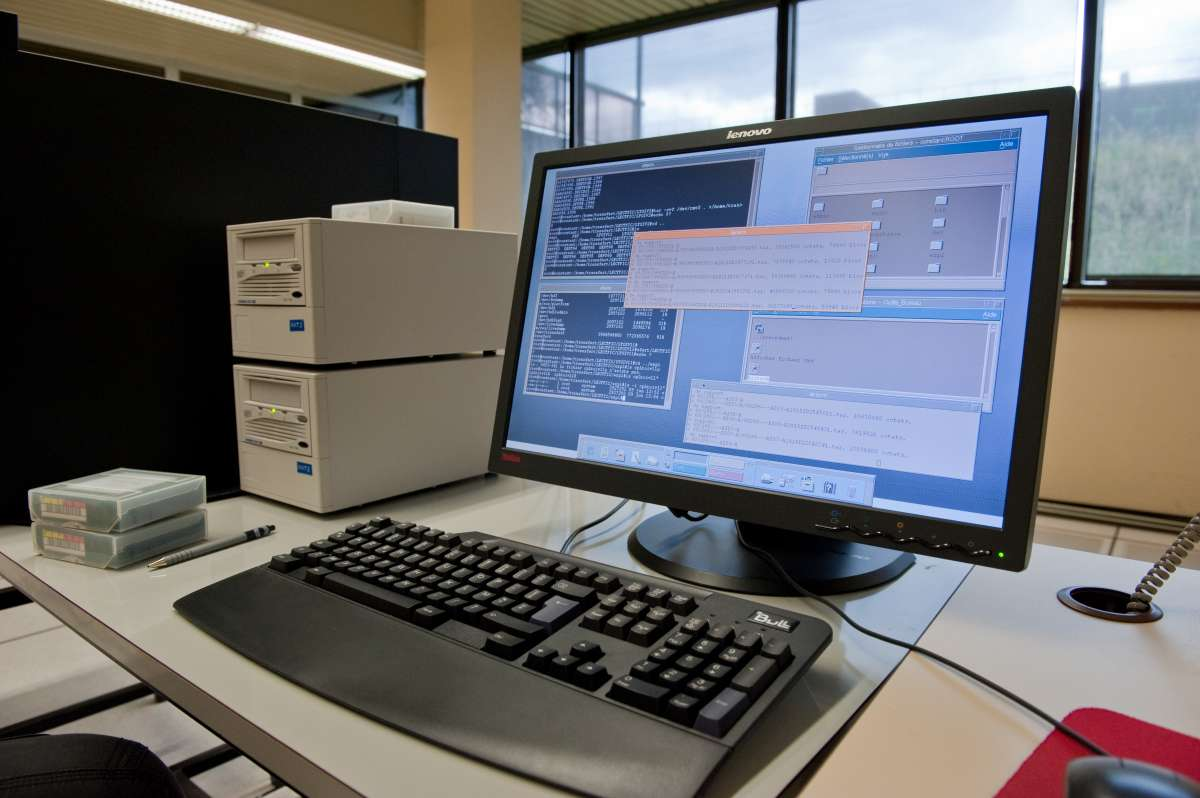
Un certain nombre de concepts traduisent l'idée d'une mutation profonde des modes de production et de consommation dans des sociétés qui, à partir du XXe siècle, s'urbanisent et se technicisent de façon exponentielle et qui, à partir du XXIe siècle, avec internet, tissent entre elles des liens (sociaux autant qu'économiques) de plus en plus par la médiation des TIC.

Le concept de société post-industrielle recoupe un certain nombre d'autres concepts, aux succès variés et élaborés comme lui pour signifier une mutation de la société occidentale, qui s'est massifiée et technicisée aux lendemains de la Seconde Guerre mondiale.
Globalement, cette mutation est considérée d'origine économique et les concepts varient selon qu'on l'aborde sous l'angle de la production (c'est le cas du concept "post-industriel") ou sous l'angle de la consommation.
Tous partent de l'idée que le capitalisme est transformé en profondeur du fait que la technique se développe indépendamment de la sphère politique.
- Société de l'information : Norbert Wiener (1948) 
- Société technicienne : Jacques Ellul (1954)
- Société industrielle de consommation dirigée : Henri Lefebvre (années 1950)
- Société de masse : C. Wright Mills (1956) /  Arthur Kornhauser (en) (1959)
- Âge de la consommation de masse : Walt Whitman Rostow (1960)
- Économie du savoir : Fritz Machlup (1962)
- Société du Spectacle : Guy Debord (1967)
- Société de la connaissance : Peter Drucker (1969)
- Société de consommation : Jean Baudrillard (1970)
- Société super-industrielle ou société de la troisième vague : Alvin Toffler (1970)
- Ère technétronique : Zbigniew Brzezinski (1971)
- Société bureaucratique : Cornélius Castoriadis (1973)
- Système technicien : Jacques Ellul (1977)
- Condition postmoderne : Jean-François Lyotard (1979)
- Capitalisme tardif : Fredric Jameson (1984)
- Société en réseaux : Manuel Castells (1998)
- Capitalisme cognitif : Yann Moulier-Boutang (2003)

## La technique et le travail

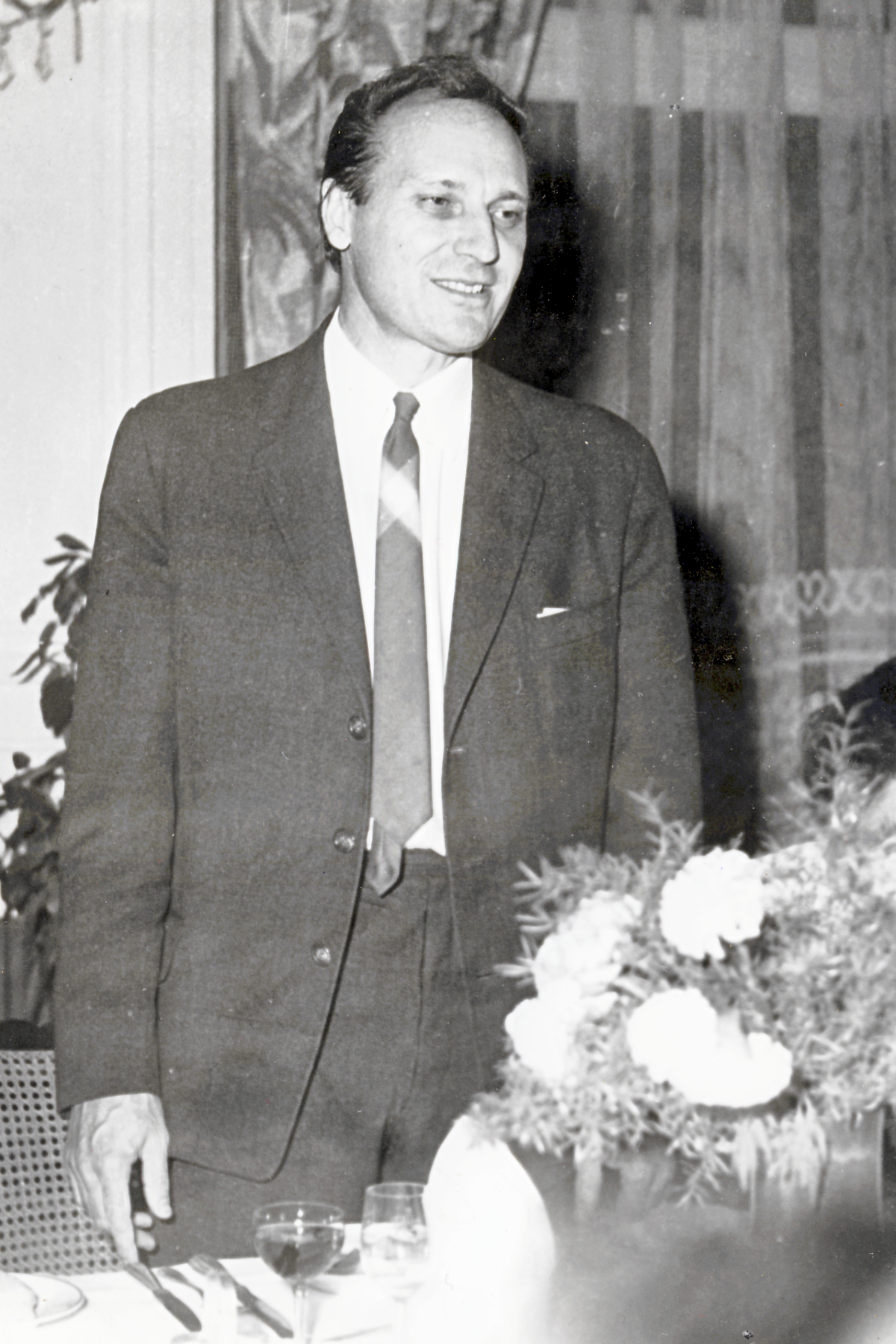
Radovan Richta

Selon Jacques Ellul, la démonstration la plus rigoureuse du passage de la société industrielle à la société technicienne est fournie en 1972 par l'ouvrage du Tchèque Radovan Richta, La Civilisation au Carrefour.

« Il fait de l'opposition (entre les deux systèmes) la clef d'interprétation de l'échec du socialisme en URSS : celle-ci se cramponne au modèle industriel sans vouloir faire le pas qui la ferait entrer dans la société technicienne. Depuis plus d'un demi-siècle, les deux modèles s'opposent. L'industrialisme développe un système centralisé, hiérarchisé, à croissance linéaire, impliquant l'indivision du travail, la séparation entre les moyens et les fins (tandis que) la mécanisation crée des occasions de travail supplémentaires, augmente l'absorption de travail humain et fonctionne par reproduction constante.  (Or) la technique contredit point par point ces différents caractères : elle conduit à une décentralisation, à la souplesse, à la suppression de la hiérarchie, de la division du travail (elle exige en particulier l'élimination de la séparation entre les fonctions d'exécution), elle suppose une croissance polyvalente et non linéaire, elle réintègre les fins dans les moyens, elle supprime des occasions de travail et économise en particulier (ses emplois). »

— Jacques Ellul, Le système technicien, ibid p. 6
L'idée centrale du concept « société post-industrielle » est donc que le travail est de plus en plus dévalorisé. Non pas par « la machine », bien que son usage s'avère plus productif que l'emploi de plusieurs humains, mais par « la technique » dans son ensemble, du fait qu'avec l'informatique, la machine n'est plus un simple outil aux mains de l'humain mais un automate, un robot, un appareil doté d'intelligence, capable de prendre un certain nombre d'arbitrages et de décisions selon le programme dont il a été doté.
A posteriori, cette analyse annonce le phénomène de l'ubérisation et plus largement celui du travail collaboratif qui caractérisent la nouvelle économie au XXIe siècle, mais sans pour autant signifier l'abolition du travail salarié telle que la préconisait Marx. C'est du moins l'avis du philosophe américain Matthew Crawford qui, en 2010, dans son livre « Shop Class as Soulcraft, An Inquiry Into the Value of Work », dénonce le consensus en faveur des emplois de « l'économie du savoir », censés incarner l’avènement inéluctable et souhaitable d'une société post-industrielle. En effet, ces emplois sont selon lui peu stimulants intellectuellement et ne rendent les travailleurs autonomes qu'en apparence dans la mesure où la finalité du travail accompli est déterminée en amont, par les gestionnaires des plateformes. Les emplois liés à cette "nouvelle économie" n'engendrent nullement la fin de l'aliénation, et contribuent plutôt à exacerber celle-ci en la rendant plus inconsciente encore.

## Actualité de l'expression
Le sociologue espagnol Manuel Castells rend hommage à l'expression « société post-industrielle » en 1998, dans son essai L’Ere de l’Information tout en lui reprochant son caractère ethnocentré.
En 2006, l'économiste Daniel Cohen tente de redonner ses lettres de noblesse à l'expression. Selon lui, cinq facteurs justifie son usage : la prégnance des nouvelles technologies dans l'économie, la diminution du travail à la chaîne consécutive de l'essor de la robotique ; la remise en cause de la division du travail du système fordiste ; la montée en puissance de la finance dans l'économie durant les années 1980 ; l'irruption de la Chine et de l’Inde dans le commerce international, au début des années 1990.
Certains journalistes reprennent les analyses de Cohen sans les problématiser plus qu'il ne le fait lui-même, c'est-à-dire sans faire cas des critiques de la revue Futuribles et d'Ellul. Ainsi par exemple Sylvie Kauffmann, du Monde, évoque-t-elle « les défis de la société postindustrielle », née à la suite de « l'émergence d'une troisième révolution industrielle, après celles des XVIIIe et XIXe siècles, une révolution dans l'organisation du travail; une révolution culturelle ; une révolution financière, qui voit la prise de contrôle des entreprises par la Bourse dans les années 1990, faisant de l'actionnaire un acteur mieux protégé que le salarié ». L'usage répété du mot "révolution" entretient l'ambiguité que "la société postindustrielle" est davantage vectrice d'émancipation que d'aliénation.
Encore aujourd'hui, l'expression « société post-industrielle » reste utilisée sans être problématisée, que ce soit par des économistesou des sociologues, tels Raphaël Liogier, qui reprend les démonstrations d'Ellul (« la technoscience place les sociétés industrielles avancées face à un dilemme : alors que la production de richesses s’est emballée ces cinquante dernières années, le travail humain nécessaire s’est parallèlement réduit ») sans pour autant jamais le citer .
Et alors que l'usage des expressions en « post » se perpétue (« postmodernisme », « post-rock », « post-vérité »...), quelques sociologues estiment que « les préfixes et les suffixes n’aident aucunement à comprendre une période, un événement, un phénomène ou une réalité. Ils ne font que décrire l’ancienne période, l’ancien événement, l’ancien phénomène ou l’ancienne réalité et postulent qu’on est désormais ailleurs. Ils ne les expliquent pas, du moins très rarement. Ils représentent beaucoup de théorisation et très peu de réponses ».

## Concepts héritiers

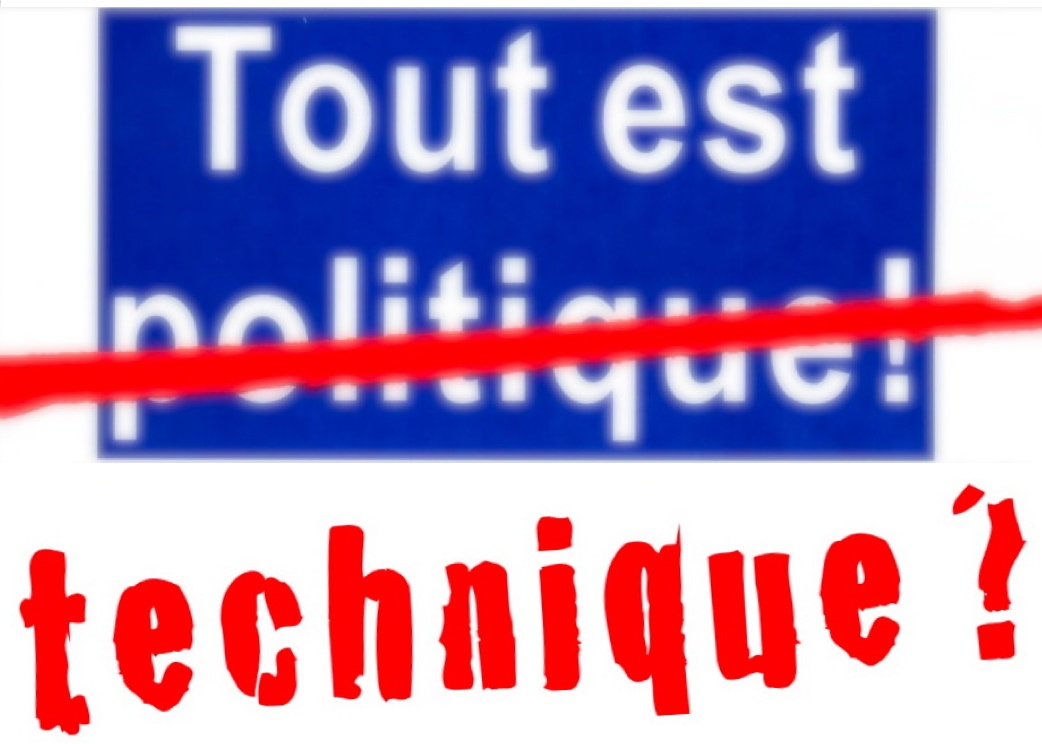
"Tout est technique ?" : slogan répandu dans la mouvance technocritique.

Le concept de troisième révolution industrielle, formalisé en 2011 par l'essayiste américain Jeremy Rifkin, s'inscrit au XXIe siècle dans la continuité du concept de société post-industrielle. Et, de même que la revue Futuribles a critiqué en 1976 le concept de société post-industrielle comme une expression de l'idéologie du progrès, certains intellectuels et militants ne voient dans la thèse de Rifkin qu'une manifestation de capitalisme vert et une volonté de présenter les infrastructures techniques comme "allant de soi", courcircuitant par conséquent le débat démocratique, ainsi que le craignait Alain Touraine quand il traitait du concept de société post-industrielle.
De fait, les concepts de révolution numérique et de nouvelle économie, nés dès les années 1990, eux, ne sont pas considérés comme des hypothèses discutables, ni en politique, ni en sociologie, mais comme des faits établis, ces deux expressions étant en effet entrées dans le langage courant.

#### Autres
- Postmodernisme (architecture), Postconstructivisme, Déconstructivisme